# Pre-Doxis
Pre-Doxis es un mixtape presentado por el dúo de reguetón puertorriqueño Jowell & Randy que sirve como antesala a su próximo álbum de estudio, Sobredoxis, que fue lanzado en el segundo trimestre de 2013. Pre-Doxis fue lanzado el 25 de diciembre como un regalo de Navidad de parte del dúo para sus fanáticos.
Este mixtape contiene diez canciones con colaboraciones de De La Ghetto, Voltio, Polaco, Tony Tun-Tun, Daddy Yankee, entre otros. Todos los temas fueron producidos por DJ Secuaz, a excepción de «Quien Tiene Más Flow? (Remix)». La particularidad que tiene este mixtape es que todas las canciones tienen un ritmo underground, algo que gustó a la mayoría de los fanáticos. En febrero de 2013 fue lanzada una edición en formato físico junto con Imperio Nazza: The Doxis Edition, ambos en un mismo disco.

## Lista de canciones
El tracklist oficial de Pre-Doxis fue confirmado el mismo día de salida del mixtape, la única canción confirmada antes del 25 de diciembre fue "El Funeral De La Canoa", el cual el vídeo oficial fue publicado el día de salida del mixtape. Este tracklist consiste de diez canciones que tienen un ritmo underground, excepto por ¿Quién Tiene Más Flow? (Remix), el cual es la canción original que aparece en el álbum El Momento, solamente se agrega la colaboración de Daddy Yankee en el tema. Casi todos los temas fueron producidos por DJ Secuaz, quien fue asesinado en marzo de 2013.
| #  | Canción                               | Invitado(s)                | Productor                             | Duración |
| -- | ------------------------------------- | -------------------------- | ------------------------------------- | -------- |
| 1  | "Intro" (Jowell)                      |                            | DJ Secuaz                             | 0:15     |
| 2  | "El Funeral De La Canoa"              |                            | DJ Secuaz, DJ Luian                   | 4:56     |
| 3  | "Hey Míster"                          | Falo                       | DJ Secuaz                             | 1:50     |
| 4  | "Ponte Las Jordan"                    | De La Ghetto               | DJ Secuaz                             | 4:02     |
| 5  | "Un Corillo De Palgas"                | JQ & Julio Voltio          | DJ Secuaz                             | 3:20     |
| 6  | "Adicta Al Perreo" (Extended Version) | Polaco, Lui-G 21 Plus      | DJ Secuaz                             | 2:56     |
| 7  | "Sacúdelo"                            | Maicol & Manuel            | DJ Secuaz                             | 2:26     |
| 8  | "Posición Del Wau Wau"                | Frankie Boy, Tony Tun-Tun  | DJ Secuaz                             | 3:00     |
| 9  | "Un Perreo Sólido"                    | Chyno Nyno, Don Chezina    | DJ Secuaz                             | 4:03     |
| 10 | "Quién Tiene Más Flow?" (Remix)       | De La Ghetto, Daddy Yankee | DJ Blass, Live Music, Los De La Nazza | 6:40     |

## Posicionamiento en listas
| Lista           | Canción                  | Puesto más alto |
| --------------- | ------------------------ | --------------- |
| Honduras Top 50 | «El Funeral De La Canoa» | #1              |